# Liste der Botschafter der Vereinigten Staaten in Polen
Die Liste der Botschafter der Vereinigten Staaten in Polen bietet einen Überblick über die Leiter der US-amerikanischen diplomatischen Vertretung in Polen seit der Aufnahme diplomatischer Beziehungen.

## Botschafter
| Nummer | Name                             | Amtsantritt | Beendigung | Bemerkung |
| ------ | -------------------------------- | ----------- | ---------- | --- |
| 1      | Hugh S. Gibson                   | 1919        | 1924       | |
| 2      | Alfred J. Pearson                | 1924        | 1925       | später Professor für Deutsch an der Drake University |
| 3      | John B. Stetson Jr.              | 1925        | 1929       | |
| 4      | John North Willys                | 1930        | 1932       | |
| 5      | Ferdinand "Mot" Lammot Belin     | 1932        | 1933       | |
| 6      | John Cudahy                      | 1933        | 1937       | |
| 7      | Anthony Joseph Drexel Biddle Jr. | 1937        | 1943       | Biddle war U.S. Botschafter zum Zeitpunkt des Kriegsbeginns. Er folgte der polnischen Exilregierung nach London und unterstützte sie im Exil als Botschafter bis zu seiner Abberufung im Jahr 1943. |
| 8      | Arthur Bliss Lane                | 1945        | 1947       | |
| 9      | Stanton Griffis                  | 1947        | 1948       | |
| 10     | Waldemar J. Gallman              | 1948        | 1950       | |
| 11     | Joseph Flack                     | 1950        | 1955       | |
| 12     | Joseph E. Jacobs                 | 1955        | 1957       | |
| 13     | Jacob D. Beam                    | 1957        | 1961       | 1969 bis 1973 US-Botschafter in der Sowjetunion |
| 14     | John Moors Cabot                 | 1962        | 1965       | |
| 15     | John A. Gronouski                | 1965        | 1968       | zuvor amerikanischer Postminister (United States Postmaster General) |
| 16     | Walter John Stoessel             | 1968        | 1972       | Stoessel war zwischen 1974 und 1976 amerikanischer Botschafter bei der Sowjetunion. Anschließend von 1976 bis 1980 war Stoessel in Bonn als Botschafter der Vereinigten Staaten bei der BRD tätig. Im Jahr 1982 war er Staatssekretär im amerikanischen Außenministerium (United States Deputy Secretary of State), und in dieser Zeit in der Übergangsphase zwischen Alexander M. Haig und George P. Shultz kurzfristig kommissarischer Außenminister der USA. |
| 17     | Richard T. Davies                | 1973        | 1978       | |
| 18     | William E. Schaufele Jr.         | 1978        | 1980       | |
| 19     | Francis J. Meehan                | 1980        | 1983       | zwischen 1985 und 1988 US-Botschafter in der DDR |
| 20     | John R. Davis Jr.                | 1988        | 1990       | |
| 21     | Thomas W. Simons Jr.             | 1990        | 1993       | |
| 22     | Nicholas Andrew Rey              | 1993        | 1997       | |
| 23     | Daniel Fried                     | 1997        | 2000       | |
| 24     | Christopher R. Hill              | 2000        | 2004       | |
| 25     | Victor Ashe                      | 2004        | 2009       | |
| 26     | Lee A. Feinstein                 | 2009        | 2012       | |
| 27     | Stephen Mull                     | 2012        | 2015       | |
| 28     | Paul W. Jones                    | 2015        | 2018       | |
| 29     | Georgette Mosbacher              | 2018        | 2021       | |
| 30     | Mark Brzezinski                  | seit 2022   |            | Brzezinski hat polnische Wurzeln; sein Großvater war der polnische Diplomat Tadeusz Brzeziński. Der Vater Zbigniew Brzeziński war unter Präsident Jimmy Carter Nationaler Sicherheitsberater der USA. |